# Sara Collins
Sara Collins jamaicai születésű brit író és volt ügyvéd. A 2019-es The Confessions of Frannie Langton című történelmi regényéért Costa Book Award-díjat kapott.

## Fiatalkora és jogi tanulmánya
A jamaicai Kingstonban született. Négyéves korában a családja az 1976-os jamaikai választásokat követő politikai erőszak miatt a Kajmán-szigeteken lévő Grand Cayman-szigetre, apai nagyanyja otthonába költözött. Tizenegy éves korában angliai bentlakásos iskolába járt.
Collins a London School of Economics jogi karán szerzett diplomát. Tizenhét évig dolgozott ügyvédként, ez idő alatt közösen szerkesztette az International Trust Disputes-t (Nemzetközi bizalmi viták). A Conyers Dill & Pearman jogi cég Kajmán-szigeteki irodájának partnere és a Trust & Private Client részleg vezetője volt.

## Írás
Collins 2014-2016 között a Cambridge-i Egyetem Továbbképző Intézetében kreatív írásból szerzett mesterképzést. Cambridge-i tanulmányai során 2016-ban elnyerte a Michael Holroyd-díjat nem fikciós (vagy ahogy ő nevezte, „újrateremtő írás”) művéért, a Knocking on Walcott's Door című munkájáért, amelyet „egyfajta irodalmi önéletrajzként” jellemzett.
A Frannie Langton vallomásai egy gyilkossággal vádolt nő vallomásának formáját ölti, amelyet az 1826-os londoni Old Bailey bírósági tárgyalására írt. Frannie Langton rabszolgaként nőtt fel egy jamaikai cukorültetvényen, ahol rabszolgatartó tulajdonosa alkalmazta kutatásaiban, „kétségbeesetten annak bizonyítására, hogy az afrikaiak nem emberek”. Londonban „odaadták” George Benhamnek és francia feleségének, bár az angol törvények szerint szabad ember volt, majd „ezután tisztázatlan körülmények között meggyilkolták Benhaméket”. A könyvet 2019-ben adta ki a Viking, amely nem sokkal azelőtt szerezte meg, hogy kilenc cégnek kellett volna licitálnia a jogaiért. Natasha Pulley a The Guardianban megjelent kritikájában méltatta a könyvet, és azt írta: „A történelmi kutatások, Frannie hangja és a soha nem lassuló cselekmény között a regény új területre húzza a gótikát, és visszakapcsolja azt a gyökereihez.” A The Irish Times kritikusa a regényt „elbűvölő történetnek nevezte, erős feminista felhangokkal”. Collins elnyerte a 2019-es Costa Book Awards első regény díját.
Collins felkerült a 2020-as McKitterick-díj jelöltjei közé, amelyet a Society of Authors a 40 év feletti debütáló regényíróknak ítél oda.
2020-ban az ITV bejelentette, hogy megbízta Collinst a The Confessions of Frannie Langton feldolgozásával a 2023-as négyrészes tévésorozathoz, amely 2021 augusztusában kezdődik és novemberben fejeződik be. A forgatás Yorkshire-szerte olyan helyszíneken zajlott, mint a Duncombe Park, Dewsbury Town Hall, South Parade, Wakefield, Dalton Mills, Hull Old Town, Temple Newsam, Versa Leeds Studios, York Mansion House, Bramham Park és Sledmere House.

## Magánélete
Collins London és a Kajmán-szigetek között osztja meg idejét. 2008-ban ment hozzá Iain McMurdo skót ügyvédhez. Mindketten egyedülálló szülők voltak, amikor megismerkedtek az ügyvédi irodájukban, McMurdo özvegy három lányával, Collins pedig elvált két lányával.

## Selected publications
- The Confessions of Frannie Langton. London: Viking (2019. április 4.). ISBN 978-0241349199
- International Trust Disputes. Oxford: Oxford University Press (2012. augusztus 1.). ISBN 9780199594702

## Magyarul
- Frannie Langton vallomásai (The Confessions of Frannie Langton) – Libri, Budapest, 2020 · ISBN 9789634336419 · Fordította: Gázsity Mila

## Fordítás
- Ez a szócikk részben vagy egészben  a   Sara Collins című angol Wikipédia-szócikk fordításán alapul.  Az eredeti cikk szerkesztőit annak laptörténete sorolja fel. Ez a jelzés csupán a megfogalmazás eredetét és a szerzői jogokat jelzi, nem szolgál a cikkben szereplő információk forrásmegjelöléseként.